# Paulius Jankūnas
Paulius Jankūnas (Kaunas, 29. travnja 1984.) litavski je profesionalni košarkaš. Igra na poziciji krilnog centra, a trenutačno je član ruskog Himkija.

## Karijera
Karijeru je započeo u omladinskom pogonu Žalgiris Kaunasa. U prvu momčad kluba ulazi u sezoni 2003./04. Iako se je prijavio za NBA draft 2005., u posljednji trenutak povukao je prijavu i ostao u Litvi. U ljeto 2009. napustio je Žalgiris u kojem je proveo cijelu karijeru. U sezoni 2007./08 prometnuo se u jednog od najvažnijih igrača litavskog diva, ponuđen mu je na kraju sezone novi višegodišnji ugovor, međutim na kraju je napustio klub i prihvatio bogatu ponudu ruskog Himkija. U prosjeku je ubacivao 13.8 poena uz 8.0 skokova po susretu u Euroligi, a briljantne utakmice odigrao je protiv Panathinaikosa kojem je ubacio 21 poen uz 13 skokova te protiv Nancyja kojem je ubacio 15 poena uz 17 skokova.

## Reprezentacija
Za litavsku košarkašku reprezentaciju debitirao je 2005. S njome je igrao na Europskom prvenstvu u Srbiji i Crnoj Gori, gdje je u 6 odigranih utakmica prosječno po susretu postizao 8.2 poena i 4 skoka, uz 73.7% šuta za dva poena, 66.7% za tricu i 75% s linije slob. bacanja. 

## Vanjske poveznice
- Profil na Basketnews.lt
- Profil na NBA.com